# Resultados do Carnaval do Rio de Janeiro em 1996
Nesta página estão listados os resultados dos concursos de escolas de samba e de blocos de enredo e de empolgação do carnaval do Rio de Janeiro do ano de 1996. Os desfiles foram realizados entre os dias 16 e 24 de fevereiro de 1996.
Mocidade Independente de Padre Miguel foi a campeã do Grupo Especial, conquistando seu quinto título no carnaval carioca. A escola realizou um desfile sobre os inventores e as criações da humanidade. O enredo "Criador e Criatura" foi desenvolvido pelo carnavalesco Renato Lage, que conquistou seu terceiro título na elite do carnaval. Campeã nos dois anos anteriores, a Imperatriz Leopoldinense ficou com o vice-campeonato por meio ponto de diferença para a Mocidade. Após quatorze desfiles consecutivos na elite do carnaval carioca, a Caprichosos de Pilares foi rebaixada para a segunda divisão junto com Tradição, Império da Tijuca e Unidos da Ponte.
O Grupo A voltou a ser organizado pela AESCRJ após a extinção da LIESGA, entidade que geriu o grupo no ano anterior. Após três anos com o desfile sendo dividido em dois dias, a partir de 1996, a segunda divisão voltou a desfilar numa única noite. Acadêmicos de Santa Cruz foi campeã do Grupo A, sendo promovida ao Especial junto com Acadêmicos da Rocinha. Arranco conquistou o título do Grupo B. Boi da Ilha do Governador venceu o Grupo C. Unidos do Campinho ganhou o Grupo D. Neste ano, foi criada a sexta divisão do carnaval, o Grupo E, que foi vencido pela Alegria da Zona Sul.
Renascença de Benfica foi o vencedor do Grupo A-1 dos blocos de empolgação. Entre os blocos de enredo, venceram: Mocidade Unida da Mineira; Unidos do Alto da Boa Vista; União do Parque Curicica; e Império do Gramacho.

## Grupo Especial
O desfile do Grupo Especial foi organizado pela Liga Independente das Escolas de Samba do Rio de Janeiro (LIESA) e realizado no Sambódromo da Marquês de Sapucaí, a partir das 18 horas dos dias 18 e 19 de fevereiro de 1996.
Ordem dos desfiles

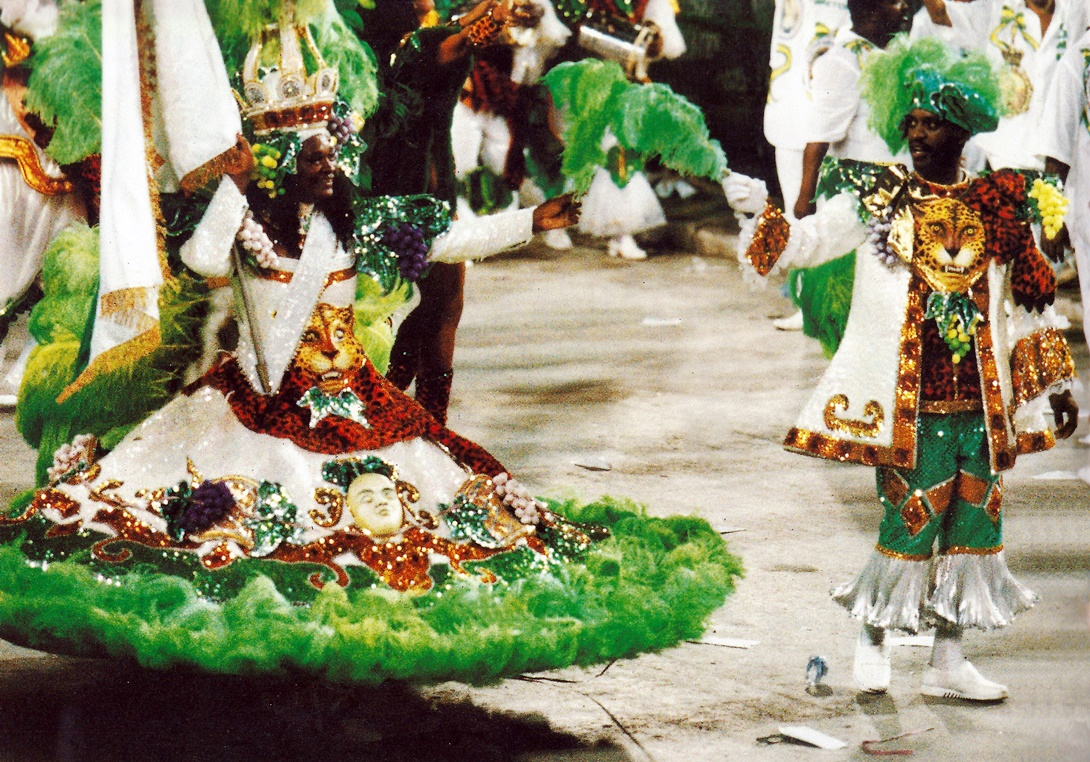
Maria Helena e Chiquinho no desfile de 1996 da Imperatriz Leopoldinense. Escola foi a vice-campeã do carnaval.

Seguindo o regulamento do ano, a campeã de 1995, Imperatriz Leopoldinense, pôde escolher dia e posição de desfile, enquanto a vice-campeã de 1995, Mocidade Independente de Padre Miguel, teria que desfilar em dia diferente da campeã, mas poderia escolher a posição. A primeira noite de desfiles foi aberta pela vice-campeã do Grupo A (segunda divisão) do ano anterior, Império da Tijuca; seguida da décima sexta colocada do Grupo Especial do ano anterior, Acadêmicos do Grande Rio. A segunda noite de desfiles foi aberta pela campeã do Grupo A do ano anterior, Unidos do Porto da Pedra; seguida da décima quinta colocada do Grupo Especial do ano anterior, Império Serrano. A posição de desfile das demais escolas foi definida através de sorteio realizado pela LIESA no dia 28 de junho de 1995.
| Domingo (18/02/1996) | Segunda-feira (19/02/1996) |
| 1. Império da Tijuca 2. Acadêmicos do Grande Rio 3. Caprichosos de Pilares 4. Acadêmicos do Salgueiro 5. União da Ilha do Governador 6. Portela 7. Unidos do Viradouro 8. Mocidade Independente de Padre Miguel 9. Unidos da Ponte | 1. Unidos do Porto da Pedra 2. Império Serrano 3. Estácio de Sá 4. Unidos da Tijuca 5. Unidos de Vila Isabel 6. Imperatriz Leopoldinense 7. Beija-Flor 8. Tradição 9. Estação Primeira de Mangueira |

Quesitos e julgadores
Foram mantidos os dez quesitos de avaliação dos anos anteriores e a mesma quantidade de julgadores.
| Quesitos | Quesitos                     | Julgador 1               | Julgador 2              | Julgador 3                 | Julgador 4         | Julgador 5        |
| -------- | ---------------------------- | ------------------------ | ----------------------- | -------------------------- | ------------------ | ----------------- |
|          | Mestre-Sala e Porta-Bandeira | Tito Canha               | Alessandra di Calafiore | Cristina Martinelli        | Jaime Arôxa        | Lúcia Costa       |
|          | Comissão de Frente           | Sulamita Trzcina         | Ique                    | Raphael David dos Santos   | Marisa Chebabi     | Cláudia Kopke     |
|          | Fantasias                    | Márcia Barroso do Amaral | Catarina Guedes         | Tália Paranhos             | Carla Roberto      | Ana Peixoto       |
|          | Alegorias e Adereços         | Álvaro Fernandes         | Lúcia Ribas             | Marlene Erssucy            | Maurício Salgueiro | Emil Ferreira     |
|          | Conjunto                     | Paulo Reis               | Luiz Fernando Vianna    | André Teixeira             | Ana Zarur          | Ricardo Rizzo     |
|          | Enredo                       | Mauro Multedo            | Fernanda Guimarães      | Sebastião José de Oliveira | Marcelo Tas        | Manoel Castelo    |
|          | Evolução                     | Edilson Silva            | Tereza Frota            | Marília Reis               | Wilson Coutinho    | Lula Barbosa      |
|          | Harmonia                     | Moacil My Boy            | Denira Rosário          | Lídia Veloso               | Tutuca Barbosa     | Alceu Maia        |
|          | Samba-Enredo                 | João de Aquino           | Glória Bicho            | Eri Galvão                 | Dalma Beloti       | Vinícius Sá       |
|          | Bateria                      | Carlos Savalha           | Jorge Cardoso           | Nelson Nóbrega             | Flávio Sena        | Mário Jorge Bruno |

### Classificação

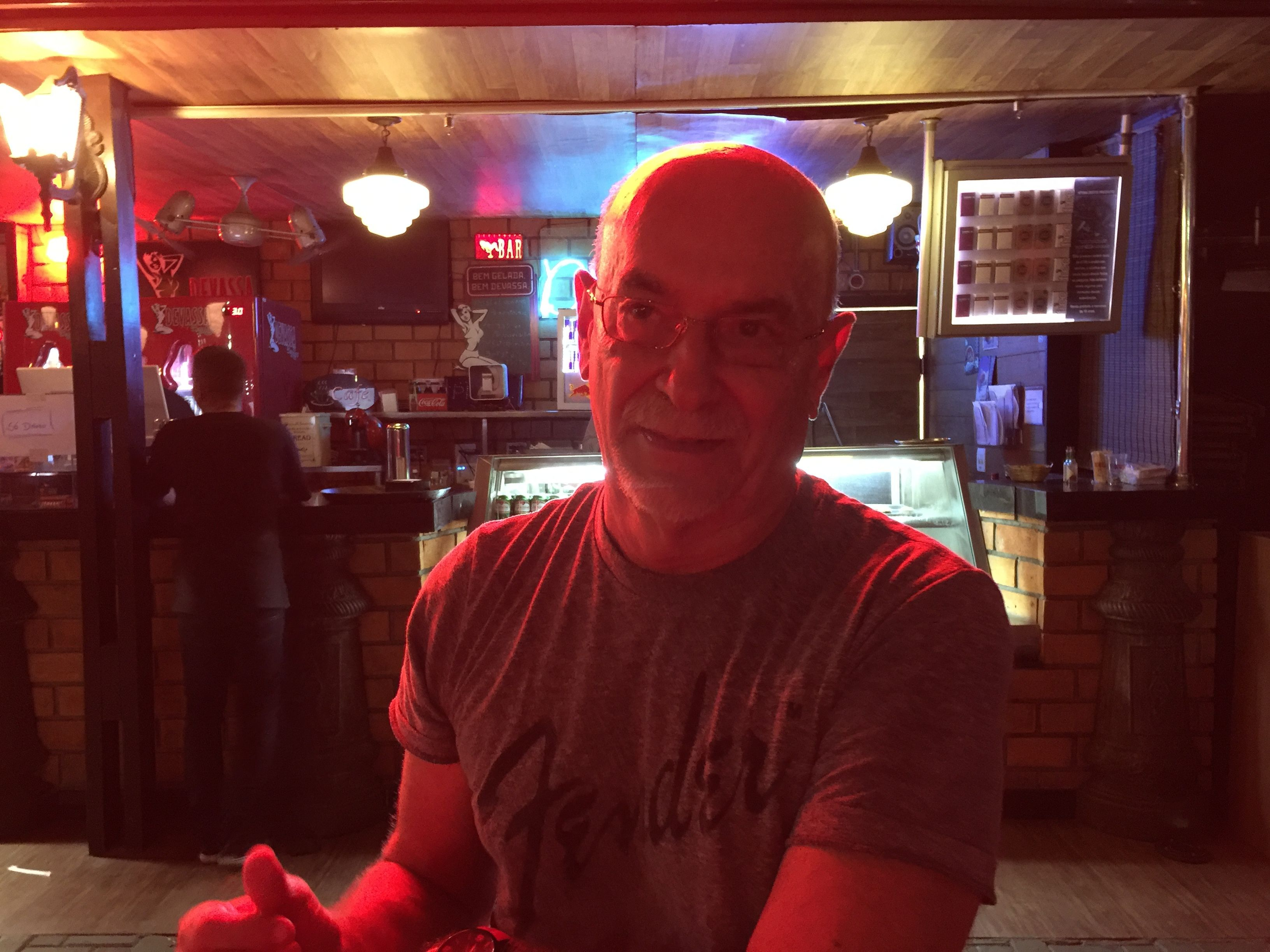
Renato Lage, campeão pela Mocidade, conquistou seu terceiro título no Grupo Especial.

Mocidade Independente de Padre Miguel conquistou seu quinto título de campeã do carnaval do Rio, quebrando o jejum de cinco anos sem conquistas. O título anterior da escola foi conquistado em 1991. Penúltima escola da primeira noite, a Mocidade realizou um desfile sobre os grandes inventores e as famosas criações da humanidade. O enredo "Criador e Criatura" foi desenvolvido pelo carnavalesco Renato Lage, que conquistou seu terceiro título na elite do carnaval carioca. O desfile da escola começou duas horas após o previsto devido a problemas com alegorias das escolas anteriores. Desfilando com o dia claro, alguns dos efeitos especiais preparados pelo carnavalesco não foram percebidos. Ainda assim, a criatividade das fantasias e alegorias chamou atenção do público, que saudou a escola como campeã.
Campeã dos dois anos anteriores, a Imperatriz Leopoldinense ficou com o vice-campeonato de 1996 por meio ponto de diferença para a Mocidade. A Imperatriz realizou um desfile sobre a Imperatriz do Brasil, Maria Leopoldina de Áustria, que inspira o nome da escola. Terceira colocada, a Beija-Flor realizou um desfile sobre a origem do povo brasileiro a partir de fósseis e pinturas rupestres de antigas tribos da Serra da Capivara, no estado do Piauí. Estação Primeira de Mangueira e Acadêmicos do Salgueiro empataram em pontos totais. O desempate, no quesito Samba-Enredo, deu à Mangueira o quarto lugar. A escola homenageou o estado brasileiro do Maranhão. Salgueiro conquistou a última vaga do Desfile das Campeãs com uma apresentação sobre a imigração italiana no Brasil. Império Serrano ficou em sexto lugar com uma apresentação em homenagem ao sociólogo Betinho, que participou do desfile. Homenageando o estado brasileiro do Rio Grande do Sul, a Unidos de Vila Isabel se classificou em sétimo lugar. Portela foi a oitava colocada com um desfile sobre a Música Popular Brasileira. Estreando no Grupo Especial, após vencer o Grupo A de 1995, a Unidos do Porto da Pedra se classificou em nono lugar com uma apresentação sobre a história do carnaval pelo mundo. Estácio de Sá ficou em décimo lugar com uma apresentação sobre a modernização do Rio de Janeiro e o Teleporto da cidade, construído onde estava localizada a quadra da escola. Com um desfile sobre a influência espanhola na colonização brasileira, Acadêmicos do Grande Rio se classificou em décimo primeiro lugar. União da Ilha do Governador foi a décima segunda colocada com uma apresentação sobre a galinha-d'angola. Décima terceira colocada, a Unidos do Viradouro realizou um desfile sobre os aspectos e costumes regionais do Brasil. Unidos da Tijuca ficou em décimo quarto lugar com um desfile sobre Zumbi dos Palmares, cuja morte completava trezentos anos.
Após quatorze desfiles consecutivos na elite do carnaval carioca, a Caprichosos de Pilares foi rebaixada para a segunda divisão. Décima quinta colocada, a escola realizou um desfile sobre o chocolate. Tijuca e Caprichosos empataram em pontos totais. O desempate, no quesito Bateria, definiu o rebaixamento da escola de Pilares. Com uma apresentação sobre a cerveja, a Tradição também foi rebaixada após atingir o décimo sexto lugar. Recém promovida ao Grupo Especial, após conquistar o vice-campeonato do Grupo A de 1995, o Império da Tijuca foi rebaixado de volta para a segunda divisão. Penúltima colocada, a escola realizou um desfile em que apresentava a Região Nordeste como um reino independente do Brasil. Unidos da Ponte também foi rebaixada para o Grupo A, após se classificar em último lugar com um desfile sobre sombrinhas (guarda-chuva / guarda-sol). 
| Legenda: Desfile das Campeãs Rebaixadas para o Grupo A |

| Col. | Escola                                | Enredo                                                                              | Carnavalesco(a)    | Pontos | Desempate          |
| ---- | ------------------------------------- | ----------------------------------------------------------------------------------- | ------------------ | ------ | ------------------ |
| 1    | Mocidade Independente de Padre Miguel | Criador e Criatura                                                                  | Renato Lage        | 300    | -                  |
| 2    | Imperatriz Leopoldinense              | Imperatriz Leopoldinense Honrosamente Apresenta: Leopoldina, a Imperatriz do Brasil | Rosa Magalhães     | 299,5  | -                  |
| 3    | Beija-Flor                            | Aurora do Povo Brasileiro                                                           | Milton Cunha       | 299    | -                  |
| 4    | Estação Primeira de Mangueira         | Os Tambores da Mangueira na Terra da Encantaria                                     | Oswaldo Jardim     | 297,5  | Samba (30 pts)     |
| 5    | Acadêmicos do Salgueiro               | Anarquistas Sim, mas Nem Todos                                                      | Fábio Borges       | 297,5  | Samba (29,5 pts)   |
| 6    | Império Serrano                       | Verás que Um Filho Teu não Foge à Luta                                              | Ernesto Nascimento | 294    | -                  |
| 7    | Unidos de Vila Isabel                 | A Heróica Cavalgada de Um Povo                                                      | Max Lopes          | 292    | -                  |
| 8    | Portela                               | Essa Gente Bronzeada Mostra o Seu Valor                                             | José Félix         | 291,5  | -                  |
| 9    | Unidos do Porto da Pedra              | A Folia no Mundo - Um Carnaval dos Carnavais                                        | Mauro Quintaes     | 289,5  | -                  |
| 10   | Estácio de Sá                         | De Um Novo Mundo Eu Sou e Uma Nova Cidade Será                                      | Sílvio Cunha       | 287,5  | -                  |
| 11   | Acadêmicos do Grande Rio              | Na Era dos Felipes o Brasil Era Espanhol                                            | Roberto Szaniecki  | 286,5  | -                  |
| 12   | União da Ilha do Governador           | A Viagem da Pintada Encantada                                                       | Chico Spinoza      | 286    | -                  |
| 13   | Unidos do Viradouro                   | Aquarela do Brasil Ano 2000                                                         | Joãosinho Trinta   | 284,5  | -                  |
| 14   | Unidos da Tijuca                      | Ganga-Zumbi, Expressão de Uma Raça                                                  | Lucas Pinto        | 283    | Bateria (30 pts)   |
| 15   | Caprichosos de Pilares                | Samba Sabor Chocolate                                                               | Alexandre Louzada  | 283    | Bateria (29,5 pts) |
| 16   | Tradição                              | Do Barril ao Brasil                                                                 | Lícia Lacerda      | 275    | -                  |
| 17   | Império da Tijuca                     | O Reino Unido Independente do Nordeste                                              | Miguel Falabella   | 254    | -                  |
| 18   | Unidos da Ponte                       | As Sombras da Folia em Alto Astral                                                  | Washington Luiz    | 251    | -                  |

### Premiações

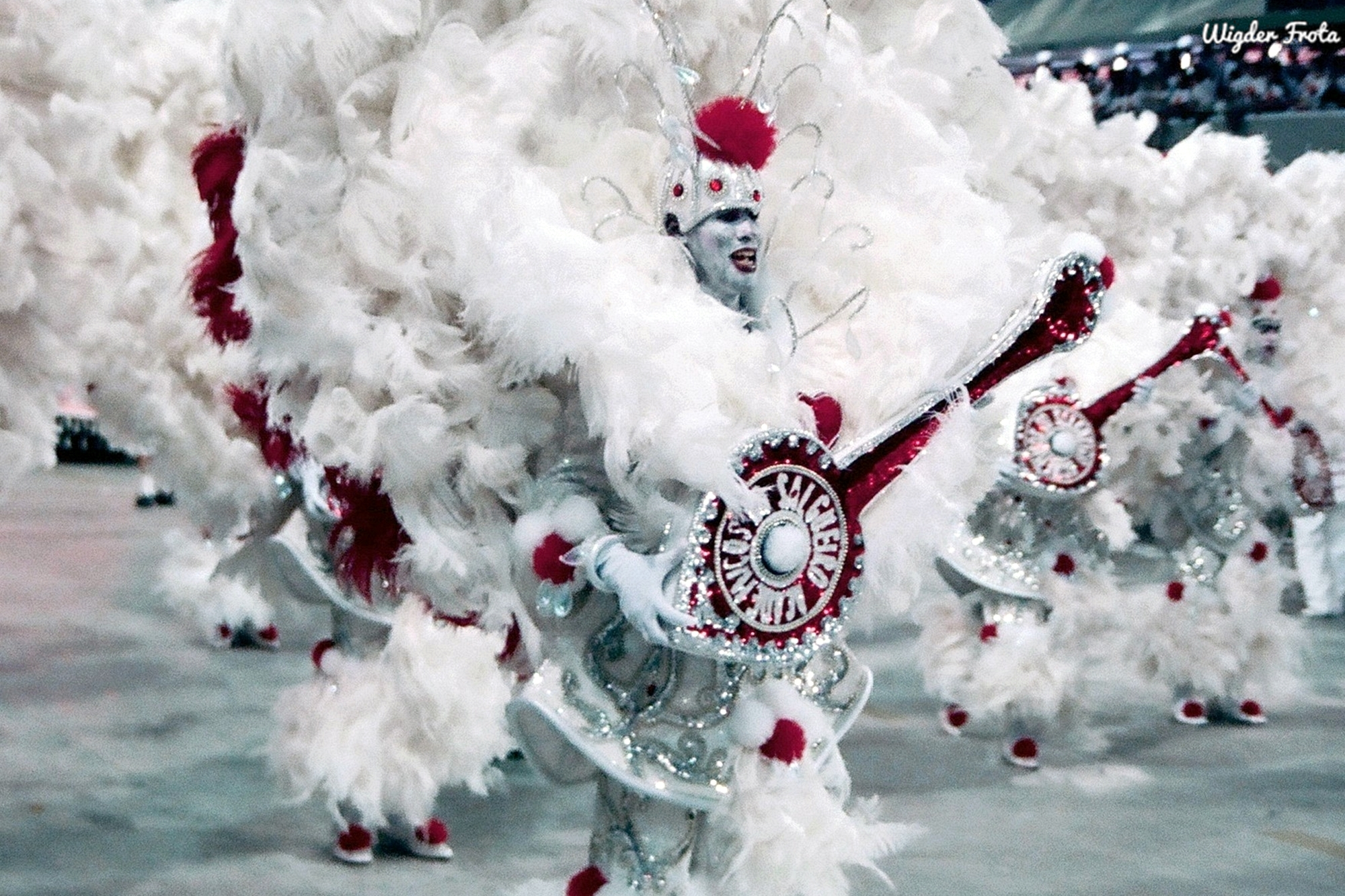
Comissão de frente do Salgueiro em 1996 recebeu os dois principais prêmios do ano.

| Prêmios 1996          | Estandarte de Ouro                | Troféu Manchete                   |
| --------------------- | --------------------------------- | --------------------------------- |
| Melhor escola         | Imperatriz Leopoldinense          | Imperatriz Leopoldinense          |
| Samba-enredo          | Imperatriz Leopoldinense          | Império Serrano                   |
| Melhor bateria        | Grande Rio                        | Império Serrano                   |
| Melhor mestre-sala    | Claudinho (Beija-Flor)            | Claudinho (Beija-Flor)            |
| Melhor porta-bandeira | Rita Freitas (Império Serrano)    | Beth (Porto da Pedra)             |
| Melhor intérprete     | Jamelão (Mangueira)               | Preto Jóia (Imperatriz)           |
| Comissão de frente    | Salgueiro                         | Salgueiro                         |
| Melhor ala            | Ala das crianças da União da Ilha | Ala das crianças da União da Ilha |

## Grupo A
O desfile do Grupo A (segunda divisão) foi realizado a partir das 20 horas e 50 minutos do sábado, dia 17 de fevereiro de 1996, no Sambódromo da Marquês de Sapucaí. O grupo voltou a ser organizado pela Associação das Escolas de Samba da Cidade do Rio de Janeiro após a extinção da Liga Independente das Escolas de Samba do Grupo de Acesso, entidade que geriu o grupo no ano anterior. Após três anos com o desfile sendo dividido em dois dias, a partir de 1996, o Grupo A voltou a desfilar numa única noite.
| Ordem dos desfiles |
| 1. Em Cima da Hora 2. Acadêmicos do Engenho da Rainha 3. Arrastão de Cascadura 4. Vizinha Faladeira 5. Acadêmicos do Cubango 6. Unidos do Cabuçu 7. Acadêmicos de Santa Cruz 8. São Clemente 9. Acadêmicos da Rocinha 10. Unidos da Villa Rica (Não desfilou) |

### Classificação
Acadêmicos de Santa Cruz foi a campeã, garantindo seu retorno ao Grupo Especial, de onde foi rebaixada quatro anos antes, em 1992. Este foi o quarto título da escola na segunda divisão. A Santa Cruz realizou um desfile sobre o teatro, sendo saudada pelo público com gritos de "já ganhou". Acadêmicos da Rocinha foi a vice-campeã por meio ponto de diferença para a Santa Cruz, e também foi promovida à primeira divisão. Últimas colocadas, Arrastão de Cascadura, Acadêmicos do Engenho da Rainha e Acadêmicos do Cubango foram rebaixadas para o Grupo B. A Unidos da Villa Rica não desfilou devido às fortes chuvas que atingiram o estado do Rio de Janeiro dias antes do desfile e também foi rebaixada para a terceira divisão.
| Legenda: Promovidas ao Grupo Especial / Desfile das Campeãs Rebaixadas para o Grupo B |

| Col.                                | Escola                          | Enredo                                                              | Carnavalesco(a)                     | Pontos |
| ----------------------------------- | ------------------------------- | ------------------------------------------------------------------- | ----------------------------------- | ------ |
| 1                                   | Acadêmicos de Santa Cruz        | Ribalta - Luz, Sonho e Ilusão                                       | Albeci Pereira                      | 300    |
| 2                                   | Acadêmicos da Rocinha           | Bahia com Muito Amor                                                | Gil Ricon                           | 299,5  |
| 3                                   | São Clemente                    | Se a Canoa não Virar, a São Clemente Chega Lá                       | Roberto Costa                       | 298    |
| 4                                   | Vizinha Faladeira               | Elba Popular Brasileira                                             | Jorge Nova                          | 297    |
| 5                                   | Unidos do Cabuçu                | Do Reclame ao Merchandising, a História da Propaganda no Brasil     | Paula Vannier                       | 294,5  |
| 6                                   | Em Cima da Hora                 | Yara Cigana, Canta, Dança e Toca, É Rio, É Rua, É Carioca           | Ney Roriz e André Machado           | 289,5  |
| 7                                   | Arrastão de Cascadura           | As Icamiabas                                                        | Jerônimo Guimarães e Orlando Júnior | 287    |
| 8                                   | Acadêmicos do Engenho da Rainha | Anjo Azul                                                           | Luís Fernando Abreu                 | 285,5  |
| 9                                   | Acadêmicos do Cubango           | Dos Brasões do Reino de Portugal, ao Esplendor da Bandeira Nacional | Rosângela da Rosa e Renato Dias     | 242    |
| Unidos da Villa Rica (Não desfilou) |                                 |                                                                     |                                     |        |

## Grupo B
O desfile do Grupo B (terceira divisão) foi organizado pela AESCRJ e realizado a partir das 20 horas da sexta-feira, dia 16 de fevereiro de 1996, no Sambódromo da Marquês de Sapucaí.
| Ordem dos desfiles |
| 1. Acadêmicos da Abolição 2. Acadêmicos de Vigário Geral 3. Acadêmicos do Dendê 4. Leão de Nova Iguaçu 5. Arranco 6. Mocidade Unida de Jacarepaguá 7. Canários das Laranjeiras 8. Unidos do Jacarezinho 9. Difícil É o Nome 10. Lins Imperial 11. Unidos de Lucas 12. Independentes de Cordovil |

### Classificação
Com um desfile sobre a miscigenação do povo brasileiro, o Arranco venceu o Grupo B, garantindo seu retorno ao Grupo A, de onde foi rebaixado no ano anterior. Acadêmicos do Dendê foi a vice-campeã por meio ponto de diferença para o Arranco e também foi promovida à segunda divisão. A escola realizou um desfile sobre a transferência da corte portuguesa para o Brasil. Devido às fortes chuvas que atingiram o estado do Rio de Janeiro dias antes do desfile, a Mocidade Unida da Cidade de Deus decidiu não participar do concurso, desfilando com um único ritmista tocando um surdo, simbolizando a dor pela morte de vinte de seus componentes e a perda de suas alegorias e fantasias.
| Legenda: Promovidas ao Grupo A Rebaixadas para o Grupo C * Sem informação disponível |

| Col. | Escola                        | Enredo                                             | Carnavalesco(a)                    | Pontos |
| ---- | ----------------------------- | -------------------------------------------------- | ---------------------------------- | ------ |
| 1    | Arranco                       | Ser Brasil, Ser Brasileiro                         | Jorge Freitas                      | 266    |
| 2    | Acadêmicos do Dendê           | Prédio Roubado, Ponha-se na Rua... Ora pois, pois! | Amarildo de Mello                  | 262    |
| 3    | Unidos do Jacarezinho         | Vapt Vupt - 44 Anos de Cultura, Humor e Fantasia   | Comissão de Carnaval               | 260    |
| 4    | Difícil É o Nome              | João Nosso João                                    | Paulo Menezes                      | 256,5  |
| 5    | Canários das Laranjeiras      | Aruanda, Um Sonho de Zumbi                         | Sérgio Kautlmann e Armando Martins | 255    |
| 6    | Unidos de Lucas               | Rua da Carioca a Mais Carioca do Rio               | Paulo Estabile e Jorge Paula Pinto | 255    |
| 7    | Lins Imperial                 | Méier, Ponto de Encontro de Cantos e Encantos      | Eduardo Minucci                    | 252    |
| 8    | Acadêmicos de Vigário Geral   | Fica o Dito pelo não Dito                          | Cid Franco                         | 251,5  |
| 9    | Leão de Nova Iguaçu           | Tudo Isto Quer Dizer Brasil                        | Fábio Borges                       | 246    |
| 10   | Acadêmicos da Abolição        | Quem É que Faz a Alegria do Povo?                  | Luizinho 28                        | 234    |
| 11   | Independentes de Cordovil     | Que Rei Sou Eu?                                    | *                                  | 228,5  |
| 12   | Mocidade Unida de Jacarepaguá | Quilombo dos Palmares, Um Paraíso Negro            | Carlos Alberto de Jesus            | 0      |

## Grupo C
O desfile do Grupo C (quarta divisão), antigo Grupo 1, foi organizado pela AESCRJ e realizado a partir da noite da terça-feira, dia 20 de fevereiro de 1996, no Sambódromo da Marquês de Sapucaí.
| Ordem dos desfiles |
| 1. União de Vaz Lobo 2. Paraíso do Tuiuti 3. Unidos de Padre Miguel 4. Boêmios de Inhaúma 5. Mocidade de Vicente de Carvalho 6. Unidos da Vila Kennedy 7. Tupy de Brás de Pina 8. Flor da Mina do Andaraí 9. Boi da Ilha do Governador 10. Mocidade Unida do Santa Marta 11. Foliões de Botafogo 12. Imperial de Morro Agudo |

### Classificação
Boi da Ilha do Governador foi o campeão, garantindo seu retorno ao Grupo B, de onde foi rebaixado no ano anterior. Vice-campeã, a Mocidade de Vicente de Carvalho também foi promovida à terceira divisão.
| Legenda: Promovidas ao Grupo B Rebaixadas para o Grupo D * Sem informação disponível |

| Col. | Escola                          | Enredo                                            | Carnavalesco(a)                           | Pontos |
| ---- | ------------------------------- | ------------------------------------------------- | ----------------------------------------- | ------ |
| 1    | Boi da Ilha do Governador       | Rio de Janeiro, Paraíba sim Senhor                | Guilherme Alexandre                       | 221    |
| 2    | Mocidade de Vicente de Carvalho | As Duas Faces do Carnaval                         | Osvaldo Arakén e Lourenço Filho           | 214    |
| 3    | Paraíso do Tuiuti               | A Raça em Movimento                               | Sérgio Marimba                            | 213    |
| 4    | Mocidade Unida do Santa Marta   | Uma Fantástica Viagem ao Fundo do Mar             | Carlinhos de Andrade                      | 212    |
| 5    | Imperial de Morro Agudo         | Viagem ao Mundo das Cores                         | Jacy Motta, Adauto Vieira e Agnaldo Silva | 211    |
| 6    | Unidos da Vila Kennedy          | Jorginho do Império, Um Condor Guerreiro          | Edson Siqueira                            | 205    |
| 7    | Flor da Mina do Andaraí         | De Baco para os Homens, o Vinho Nosso de Cada Dia | Clóvis Sant'ana                           | 194    |
| 8    | Foliões de Botafogo             | Brasil, Mostre Suas Artes Marciais                | Olímpio e Panamenho                       | 191    |
| 9    | Boêmios de Inhaúma              | Axé                                               | Luiz Carlos do Valle                      | 184    |
| 10   | Tupy de Brás de Pina            | Bornay, a Lenda Viva do Carnaval                  | Virgílio Bayma                            | 183    |
| 11   | Unidos de Padre Miguel          | Uma Festa Caipira no Mês de Fevereiro             | Ronaldo                                   | 168    |
| 12   | União de Vaz Lobo               | Caboclo Bronze de Nossa Raiz                      | Ananguê                                   | 168    |

## Grupo D
O desfile do Grupo D (quinta divisão), antigo Grupo 2, foi organizado pela AESCRJ e realizado a partir da noite do domingo, dia 18 de fevereiro de 1996, na Avenida Rio Branco.
| Ordem dos desfiles |
| 1. Unidos da Vila Santa Tereza 2. Arame de Ricardo 3. Unidos do Uraiti 4. Acadêmicos do Cachambi 5. Mocidade de Vasconcelos 6. Unidos do Campinho 7. Renascer de Jacarepaguá 8. União de Jacarepaguá 9. Império do Marangá 10. União de Rocha Miranda 11. Unidos de Manguinhos 12. Inocentes de Belford Roxo |

### Classificação
Unidos do Campinho foi a campeã, sendo promovida à quarta divisão junto com a vice-campeã, Inocentes de Belford Roxo.
| Legenda: Promovidas ao Grupo C Rebaixadas para o Grupo E * Sem informação disponível |

| Col. | Escola                      | Enredo                                                     | Carnavalesco(a)                   | Pontos |
| ---- | --------------------------- | ---------------------------------------------------------- | --------------------------------- | ------ |
| 1    | Unidos do Campinho          | Brasil, Despertar da Cultura Popular                       | *                                 | 130    |
| 2    | Inocentes de Belford Roxo   | Que Lourinha Gostosa                                       | Dito Ferreira                     | 123    |
| 3    | União de Jacarepaguá        | Folias Brejeiras                                           | Alex de Souza                     | *      |
| 4    | Arame de Ricardo            | Lecy, Grito de Uma Raça                                    | Marcos Aurélio                    | *      |
| 5    | Unidos da Vila Santa Tereza | Maria Augusta, É Mestra, É Sorte, É Carnaval               | Jordey de Paula e Oscar Alcântara | *      |
| 6    | Mocidade de Vasconcelos     | Do Caminho do Egito à Rua Mais Carioca                     | *                                 | *      |
| 7    | Renascer de Jacarepaguá     | Hoje Tem Marmelada! Hoje Tem Alegria! Hoje Tem Carequinha! | Sérgio Kautzman e Armando Martins | *      |
| 8    | Império do Marangá          | Um Sonho de Liberdade                                      | *                                 | *      |
| 9    | Unidos do Uraiti            | De Face em Face, a Unidos do Uraiti Mostra a Sua Arte      | Relius Machado                    | *      |
| 10   | Unidos de Manguinhos        | Os Discípulos de Zumbi                                     | Paulo Menezes                     | *      |
| 11   | Acadêmicos do Cachambi      | Araribóia, o Cobra da Tempestade                           | *                                 | *      |
| 12   | União de Rocha Miranda      | Século XVII, o Brasil Se Veste de Dourado                  | *                                 | *      |

## Grupo E
Em 1996, foi criada a sexta divisão do carnaval carioca. O desfile do Grupo E foi organizado pela AESCRJ e realizado a partir da noite da segunda-feira, dia 19 de fevereiro de 1996, na Avenida Rio Branco.
| Ordem dos desfiles |
| 1. Acadêmicos do Sossego 2. Mocidade Independente de Inhaúma 3. União de Guaratiba 4. Alegria da Zona Sul 5. Arrastão de São João 6. Unidos de Bangu |

### Classificação
Em seu retorno ao carnaval, após um ano de hiato, a Alegria da Zona Sul venceu o Grupo E, sendo promovida à quinta divisão. Estreando no carnaval do Rio, a Acadêmicos do Sossego, de Niterói, conquistou o vice-campeonato e também foi promovida ao Grupo D.
| Legenda: Promovidas ao Grupo D * Sem informação disponível |

| Col. | Escola                           | Enredo                                        | Carnavalesco(a)                    |
| ---- | -------------------------------- | --------------------------------------------- | ---------------------------------- |
| 1    | Alegria da Zona Sul              | Olha que Coisa Mais Linda Mais Cheia de Graça | Oswaldo Luiz (Deco)                |
| 2    | Acadêmicos do Sossego            | E o Cinema Virou Samba, Tem Pipoca no Ar      | João Calheiro                      |
| 3    | União de Guaratiba               | Oh! Divina Luz que Me Seduz                   | Amarildo de Mello e Edson Siqueira |
| 4    | Arrastão de São João             | De Traíra Ponga a Meriti                      | *                                  |
| 5    | Mocidade Independente de Inhaúma | Na Raiz da Criação Nasce Uma Escola           | Tércio de Azevedo                  |
| 6    | Unidos de Bangu                  | Oh! Que Saudade Eu Tenho                      | Ronaldo Calzalari                  |

## Escolas mirins
O desfile das escolas mirins foi realizado no Sambódromo da Marquês de Sapucaí, a partir das 19 horas da quinta-feira, dia 15 de fevereiro de 1996. As escolas mirins não são julgadas.
| Ordem dos desfiles |
| 1. Infantes do Lins 2. Aprendizes do Salgueiro 3. Corações Unidos do Ciep 4. Inocentes da Caprichosos 5. Herdeiros da Vila 6. Ainda Existem Crianças na Vila Kennedy 7. Miúda da Cabuçu 8. Mangueira do Amanhã 9. Sementes da Estácio 10. Império do Futuro |

## Desfile das Campeãs
O Desfile das Campeãs foi realizado a partir das 18 horas e 10 minutos do sábado, dia 24 de fevereiro de 1996, no Sambódromo da Marquês de Sapucaí. Participaram as escolas campeã e vice-campeã do Grupo A e as cinco primeiras colocadas do Grupo Especial. A escola de samba Sociedade Carnavalesca Mazolora, da cidade italiana de Cento, desfilou como convidada.
| Ordem dos desfiles |
| 1. Acadêmicos da Rocinha 2. Acadêmicos de Santa Cruz 3. Sociedade Carnavalesca Mazolora 4. Acadêmicos do Salgueiro 5. Estação Primeira de Mangueira 6. Beija-Flor 7. Imperatriz Leopoldinense 8. Mocidade Independente de Padre Miguel |

## Blocos de empolgação
O desfile foi organizado pela Federação dos Blocos Carnavalescos do Estado do Rio de Janeiro (FBCERJ).

### Grupo A-1
O desfile foi realizado a partir das 20 horas do domingo, dia 18 de fevereiro de 1996, no Boulevard 28 de Setembro, em Vila Isabel. Renascença de Benfica foi o campeão.
| Col. | Bloco                 |
| ---- | --------------------- |
| 1    | Renascença de Benfica |
| 2    | Mocidade da Mallet    |
| 3    | Tigre de Bonsucesso   |
| 4    | Vai Quem Quer         |
| 5    | Coração da Coroa      |
| 6    | Caracol de Copacabana |
| 7    | Bacanas da Piedade    |
| 8    | Balanço da Mangueira  |
| 9    | Escovão da Riachuelo  |

## Blocos de enredo
Os desfiles foram organizados pela FBCERJ.

### Grupo 1
O desfile foi realizado a partir das 20 horas do sábado, dia 17 de fevereiro de 1996, na Avenida Rio Branco. Mocidade Unida da Mineira foi o campeão.
| Legenda: Campeão Rebaixados para o Grupo 2 |

| Col. | Bloco                         |
| ---- | ----------------------------- |
| 1    | Mocidade Unida da Mineira     |
| 2    | Balanço do Cocotá             |
| 3    | Mataram Meu Gato              |
| 4    | Queima de Bangu               |
| 5    | Coroado de Jacarepaguá        |
| 6    | Aventureiros do Leme          |
| 7    | Bloco do Barriga              |
| 8    | Azul e Branco                 |
| 9    | Corações Unidos de Bonsucesso |

### Grupo 2
O desfile foi realizado a partir das 20 horas do sábado, dia 17 de fevereiro de 1996, no Boulevard 28 de Setembro. Unidos do Alto da Boa Vista foi o campeão, sendo promovido ao Grupo 1 junto com Bloco do China e Império da Leopoldina.
| Legenda: Promovidos ao Grupo 1 Rebaixados para o Grupo 3 |

| Col. | Bloco                       |
| ---- | --------------------------- |
| 1    | Unidos do Alto da Boa Vista |
| 2    | Bloco do China              |
| 3    | Império da Leopoldina       |
| 4    | Surpresa de Realengo        |
| 5    | Roda Quem Pode              |
| 6    | Rosa de Ouro                |
| 7    | Flor da Vila Tiradentes     |
| 8    | Embalo do Morro do Urubu    |
| 9    | Unidos do Anil              |
| 10   | Luar de Prata               |

### Grupo 3
União do Parque Curicica foi o campeão, sendo promovido ao Grupo 2 junto com o vice-campeão, Corações Unidos do Amarelinho.
| Legenda: Promovidos ao Grupo 2 Rebaixados para o Grupo 4 |

| Col. | Bloco                         |
| ---- | ----------------------------- |
| 1    | União do Parque Curicica      |
| 2    | Corações Unidos do Amarelinho |
| 3    | Novo Horizonte                |
| 4    | Flor de Cabuis                |
| 5    | Unidos da São Nicolau         |
| 6    | Unidos do Parque Felicidade   |
| 7    | União da Ponte                |
| 8    | Chora na Rampa                |
| 9    | Unidos de Seletiva            |
| 10   | Amigos de Deodoro             |

### Grupo 4
Império do Gramacho foi o campeão, sendo promovido ao Grupo 2.
| Legenda: Promovido ao Grupo 2 Promovidos ao Grupo 3 |

| Col. | Bloco                           |
| ---- | ------------------------------- |
| 1    | Império do Gramacho             |
| 2    | Magnatas de Engenheiro Pedreira |
| 3    | Imperatriz Iguaçuana            |
| 4    | Amizade da Água Branca          |
| 5    | Alegria da Penha                |
| 6    | Três Unidos                     |
| 7    | Aprendizes dos Coqueiros        |
| 8    | Acadêmicos da Vila Kosmos       |
| 9    | Unidos da Fronteira             |
| 10   | Unidos da São Braz              |